# Hakea pachyphylla
Hakea pachyphylla är en tvåhjärtbladig växtart som beskrevs av Franz e Wilhelm Sieber och Spreng.. Hakea pachyphylla ingår i släktet Hakea och familjen Proteaceae. Inga underarter finns listade i Catalogue of Life.